# Robert II van Krakau
Robert II van Krakau (overleden op 11 april 1143, Krakau), vermoedelijk van Franse origine, was bisschop van Wrocław (1140-1142) en bisschop van Krakau (1142-1143). Hij schonk de Sint-Adalbertkerk aan de Augustijnen en wijdde in 1140 de tweede Wawelkathedraal in, waar hij later ook begraven zou worden.
De bisschop wordt in een legende in verband gebracht met de oorsprong van de Poolse heraldische clan Korab.